# Collection (album de 2NE1)
Pour les articles homonymes, voir Collection.
Albums de 2NE1
2NE1 2nd Mini Album
EP
(2011) Crush
EP
(2014)
Singles
1. Go Away
Sortie : 16 novembre 2011
2. Scream
Sortie : 28 mars 2012

Collection est le premier album studio japonais du groupe de musique féminin sud-coréen, 2NE1.
L'album a été officiellement mis en vente à partir du 28 mars 2012, par Avex Trax. Cet album regroupe plusieurs chansons du groupe dans leur version japonaise.
À sa sortie l'album a été décliné en quatre versions différentes :
- Édition standard
- Édition comprenant le CD + 2 DVD + livret photos
- Édition comprenant le CD + DVD
- Édition comprenant le CD + produits dérivés

## Liste des titres
| No  | Titre                 | Auteur                                | Producteur(s)           | Durée |
| --- | --------------------- | ------------------------------------- | ----------------------- | ----- |
| 1.  | Fire                  | Teddy, Sunny Boy                      | Teddy                   | 3:45  |
| 2.  | Scream                | Teddy, Verbal                         | Teddy, Dee.P            | 3:42  |
| 3.  | Go Away               | Teddy, Shoko Fujibayashi, Sunny Boy   | Teddy                   | 3:39  |
| 4.  | Follow Me             | Teddy, Kenn Kato                      | Teddy                   | 3:08  |
| 5.  | I Don't Care          | Teddy, E.Knock, Rina Moon, Sunny Boy  | Teddy, E.Knock          | 4:00  |
| 6.  | I Am The Best         | Teddy, 17J                            | Teddy                   | 3:31  |
| 7.  | It Hurts              | E.Knock, Tatsuji Ueda                 | E.Knock, Sunwoo Jeong A | 4:16  |
| 8.  | Clap Your Hands       | E.Knock, Sunny Boy                    | E.Knock                 | 3:42  |
| 9.  | Love is Ouch          | Masta Wu, Ritsuko Tanifuji, Sunny Boy | Choice37, Big Tone      | 3:53  |
| 10. | Ugly                  | Teddy, Kenn Kato                      | Teddy, Lydia Paek       | 4:09  |
| 11. | Like a Virgin (Cover) | Tom Kelly, Billy Steinberg            |                         | 4:14  |

## Classement et ventes
- Ventes physiques :

| Oricon               | Meilleure position | Démarrage | Total des ventes | Chart Run   |
| -------------------- | ------------------ | --------- | ---------------- | ----------- |
| Daily Albums Chart   | 4                  | 8,588     | 40,775           | 14 semaines |
| Weekly Albums Chart  | 5                  | 22,224    | 40,775           | 14 semaines |
| Monthly Albums Chart | 22                 | 27,404    | 40,775           | 14 semaines |